# 용가리
용가리는 대한민국의 1967년 영화 《대괴수 용가리》에서 처음 등장하는 괴수이다.